# Geirfuglasker

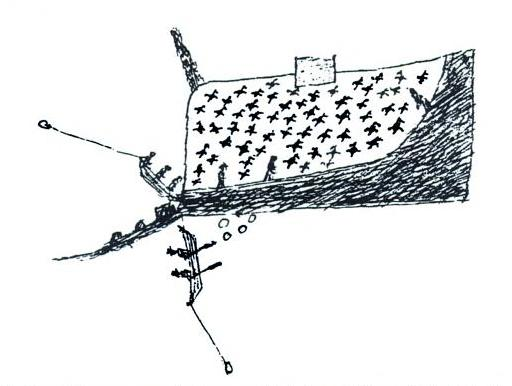
Dibujo del de Geirfuglasker

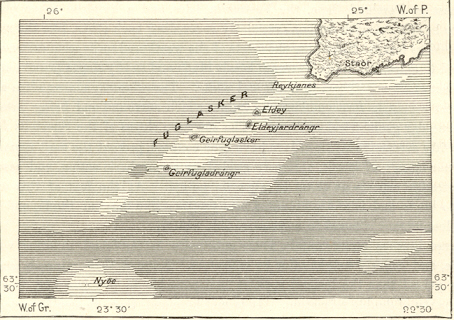
Ubicación anterior de Geirfuglasker entre las islas Fuglasker

Geirfuglasker (en islandés: 'Roca del alca gigante') fue un islote cerca de la península de Reykjanes (Islandia). 

## Historia
Geirfuglasker era una roca volcánica con bordes escarpados salvo en dos puntos; eso la hizo en general inaccesible a los humanos. Fue el último refugio del alca gigante. En una erupción volcánica en marzo de 1830 esta roca se sumergió, y los ejemplares sobrevivientes del alca se trasladaron a la vecina Eldey, donde fueron cazados por humanos. Luego un nuevo Geirfuglasker apareció en el lugar.
Otra isla del mismo nombre se encuentra al este de Surtsey, en las islas Vestman.

## En la literatura
La isla y el destino del alca gigante se mencionan en The Water-Babies de Charles Kingsley.